# Kem (ville)
Pour les articles homonymes, voir Kem.
Kem (en russe : Кемь, en finnois : Vienan Kemi) est une ville historique de la république de Carélie, en Russie, et le centre administratif du raïon de Kem. Sa population s'élevait à 12 454 habitants en 2013.

## Histoire

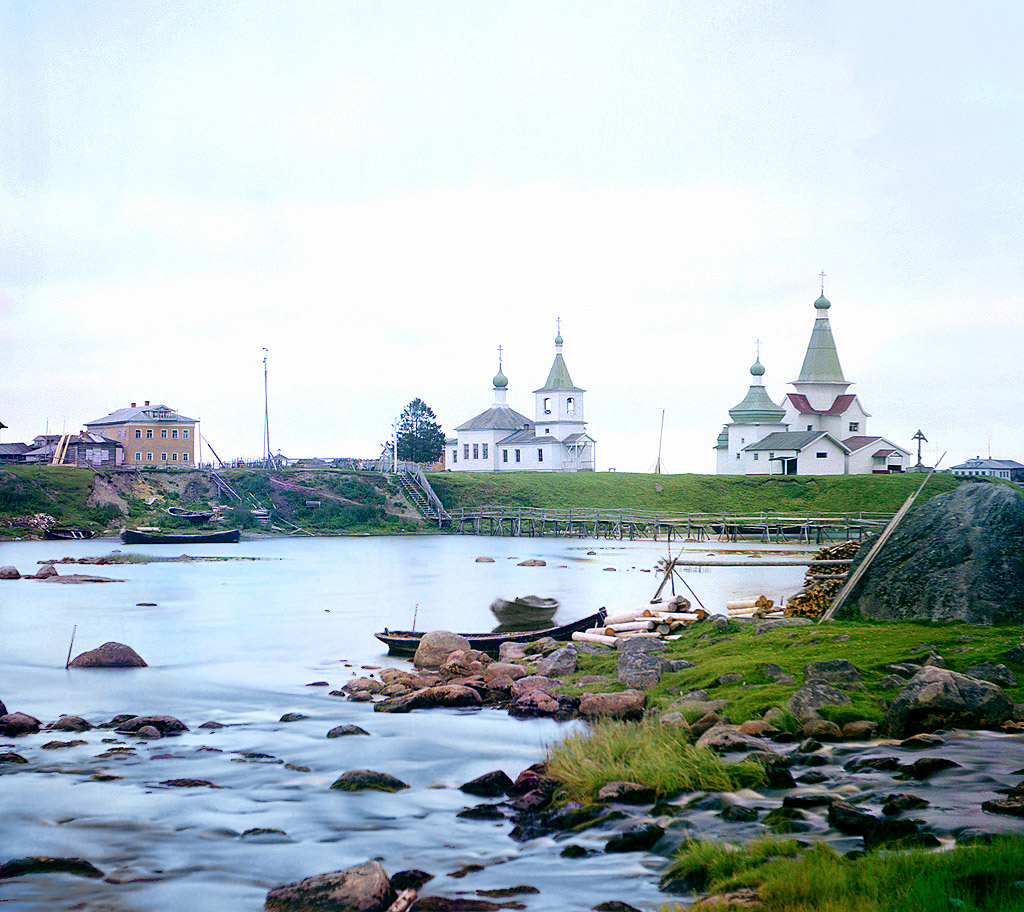
Vue de Kem en 1911, photographie de Sergueï Prokoudine-Gorski.

La première mention de Kem remonte à 1450 : c'est alors un domaine d'une notable de Novgorod, Marfa Boretskaïa, qui fut donné au monastère des îles Solovetski (situé dans la mer Blanche, à plusieurs kilomètres au large des côtes). Un fort en bois y fut bâti en 1657.
Kem a été utilisé comme point de départ pour les bateaux destinés aux îles Solovetski, qui transportaient les prisonniers politiques du Goulag de 1926 à 1939. Pendant la guerre froide, la ville était le site de la base aérienne de Podoujemie, un aérodrome-clé pour les avions intercepteurs qui couvraient la Carélie. Le 20 avril 1978 un Boeing 707 de la Korean Air Lines sur la route Paris-Anchorage désorienté au large du Groenland pour des raisons magnétiques, est reparti vers l'est sans s'en rendre compte et, ayant volé sur plus de 1 600 km, a pénétré l'espace aérien soviétique et y a été mitraillé par un chasseur Soukhoï Su-15 qui l'a obligé à se poser sur un lac gelé voisin de Kem : il y a eu deux morts.
Kem est située sur la ligne de chemin de fer Petrozavodsk – Mourmansk.

## Géographie
Kem est située sur les rives de la mer Blanche, à l'embouchure du Kem, à 350 km au nord de Petrozavodsk.
La superficie de la commune de Kem est de 1 980,98 km2.
Elle est voisine de Vääräkoski dans le raïon de Kem au sud-ouest, Kuusema au nord et Papinsaari à l'est, ainsi que Sosnavitsa dans le raïon de Belomorsk au sud.
La majeure partie de la superficie est couverte de forêts.
La zone est un plateau dont le paysage est caractérisé par de nombreux marécages, rivières et lacs.
Les lacs principaux sont Panovonjärvi (Panovo), Maloje Panovo (Baie de Grjaznyi), Selgojärvi, Korpijärvi, Kuusijärvi (Jelovoje), Valkeajärvi (Beloje), Saunajärvi (Bannojärvi) et Heinäjärvi (Sennoje).
La rivière Salmajoki, longue de 12 kilomètres, coule sur le territoire de la municipalité.

### Climat
| Mois                                        | jan.       | fév.       | mars       | avril      | mai        | juin      | jui.      | août      | sep.      | oct.      | nov.       | déc.       | année      |
| ------------------------------------------- | ---------- | ---------- | ---------- | ---------- | ---------- | --------- | --------- | --------- | --------- | --------- | ---------- | ---------- | ---------- |
| Température minimale moyenne (°C)           | −12,6      | −12,8      | −9         | −3,5       | 2,1        | 7,6       | 11,2      | 10,3      | 6,3       | 0,9       | −4,8       | −9,1       | −1,1       |
| Température moyenne (°C)                    | −9,1       | −9,1       | −5         | 0,2        | 5,6        | 11,2      | 14,7      | 13,6      | 9,3       | 3,2       | −2,3       | −6,1       | 2,2        |
| Température maximale moyenne (°C)           | −5,9       | −5,9       | −1,3       | 3,9        | 9,6        | 15,3      | 18,5      | 17,2      | 12,4      | 5,5       | 0          | −3,4       | 5,5        |
| Record de froid (°C) date du record         | −40,3 1940 | −35,1 1940 | −32,5 1917 | −25,8 1933 | −12,2 1935 | −2,6 1930 | 2 1968    | 0,6 1987  | −4,1 1968 | −17 1992  | −26,3 1955 | −34,2 1978 | −40,3 1940 |
| Record de chaleur (°C) date du record       | 8,7 1971   | 6,5 1976   | 12 2007    | 19,6 1921  | 29,2 2014  | 32,5 2021 | 32,6 2010 | 32,9 2018 | 25,6 1992 | 16,6 2000 | 11,4 2005  | 6,9 2006   | 32,9 2018  |
| Précipitations (mm)                         | 28         | 22         | 22         | 27         | 48         | 60        | 67        | 69        | 54        | 57        | 40         | 32         | 526        |
| dont neige (cm)                             | 20         | 25         | 26         | 12         | 1          | 0         | 0         | 0         | 0         | 1         | 6          | 12         | 103        |
| Record de pluie en 24 h (mm) date du record | 15 2021    | 16 2010    | 15 1978    | 25 1934    | 36 1994    | 68 1918   | 50 1929   | 76 2012   | 48 1994   | 58 1921   | 27 2014    | 21 2010    | 76 2012    |
| Nombre de jours avec précipitations         | 2          | 1          | 2          | 6          | 15         | 16        | 17        | 17        | 19        | 17        | 6          | 3          | 121        |
| Humidité relative (%)                       | 86         | 85         | 82         | 77         | 75         | 75        | 79        | 81        | 83        | 85        | 88         | 87         | 82         |
| Nombre de jours avec neige                  | 22         | 21         | 18         | 11         | 6          | 0         | 0         | 0         | 1         | 8         | 19         | 23         | 129        |
| Nombre de jours d'orage                     | 0          | 0          | 0          | 0          | 0          | 1         | 3         | 1         | 0,2       | 0,03      | 0          | 0          | 5          |
| Nombre de jours avec brouillard             | 1          | 2          | 3          | 2          | 3          | 2         | 3         | 2         | 2         | 2         | 2          | 2          | 26         |

| Diagramme climatique                                  |             |          |           |          |           |            |            |           |          |         |            |
| J                                                     | F           | M        | A         | M        | J         | J          | A          | S         | O        | N       | D          |
| −5,9−12,628                                           | −5,9−12,822 | −1,3−922 | 3,9−3,527 | 9,62,148 | 15,37,660 | 18,511,267 | 17,210,369 | 12,46,354 | 5,50,957 | 0−4,840 | −3,4−9,132 |
| Moyennes : • Temp. maxi et mini °C • Précipitation mm |             |          |           |          |           |            |            |           |          |         |            |

## Patrimoine
- La remarquable église collégiale de la ville, construite en 1711-1717, est également en bois. C'est un bel exemple de toit en pavillon, si populaire dans l'architecture ancienne russe. L'iconostase de la cathédrale comporte de précieuses icônes de Novgorod, caractéristiques du XVIIe siècle.
- Monastère de Kem

## Population
Recensements (*) ou estimations de la population

### Évolution démographique
| 1856  | 1897* | 1926* | 1939*  | 1959*  | 1970*  | 1979*  |
| ----- | ----- | ----- | ------ | ------ | ------ | ------ |
| 1 700 | 2 447 | 6 589 | 16 624 | 18 127 | 21 025 | 20 962 |

| 1989*  | 2002*  | 2010*  | 2012   | 2013   | 2015   | 2016   |
| ------ | ------ | ------ | ------ | ------ | ------ | ------ |
| 18 522 | 14 620 | 13 051 | 12 691 | 12 454 | 11 969 | 11 775 |

| 2017   | 2018   | 2019   | 2020   | 2021   | 2023  | - |
| ------ | ------ | ------ | ------ | ------ | ----- | - |
| 11 604 | 11 182 | 10 861 | 10 648 | 10 018 | 9 712 | - |

### Composition ethnique
Selon les résultats du recensement de la population de 2020, vivaient les nationalités suivantes
| Nationalité | Habitants | Taux     |
| ----------- | --------- | -------- |
| Russes      | 8997      | 89,81%   |
| Caréliens   | 147       | 1,47%    |
| Biélorusses | 134       | 1,34%    |
| Ukrainiens  | 90        | 0,90%    |
| Finlandais  | 21        | 0,21%    |
| Tadjiks     | 15        | 0,15%    |
| Pomors      | 15        | 0,15%    |
| Tatars      | 14        | 0,14%    |
| Tchouvaches | 11        | 0,11%    |
| Autres      | 574       | 5,72 %   |
| Total       | 10 018    | 100,00 % |
| Sources:    |           |          |

## Transports
La voie ferrée de Mourmansk traverse Kem, une ligne latérale mène au port de Kem.
La gare de Kem est le centre du district ferroviaire. À l'ouest, la ville est contournée par l'autoroute R21 entre Saint-Pétersbourg et Mourmansk.
L'autoroute 86K-3 part de Kem, traverse Uhtua et va jusqu'à frontière entre la Finlande et la Russie.
Il existe des liaisons de bus de Kem à Papinsaari, Kostamus,  Louhi et Tchoupa via Kantalahti et Belomorsk, Segueja et Karhumäki jusqu'à Petrozavodsk. Il existe également un service de bus locaux.
L'aéroport est situé le long de la route d'Uhtua.

## Personnalités
- Alexandre Spiridovitch (1873-1952), général du corps spécial de gendarmerie et chef de la police du palais sous Nicolas II

### Articles  connexes
- Subdivisions de la république de Carélie
- Verner Forsten